# كيت ويلر
كيت ويلر (بالإنجليزية: Kate Wheeler)‏ (1955، تلسا في الولايات المتحدة)؛ روائية أمريكية.

## الجوائز
- زمالة غوغنهايم